# 대신저축은행
대신저축은행은 대한민국의 상호저축은행 회사다.

## 개요
부산2저축은행, 중앙부산저축은행, 도민저축은행 등을 대신증권이 인수하면서 2011년 9월부터 대신저축은행이 출범하였다.

## 영업점
| 지점                                                 |
| 본점영업부 서울특별시 중구 삼일대로 343              |
| 역삼지점 서울특별시 강남구 논현로 503                |
| 남포동지점 부산광역시 중구 구덕로 90                 |
| 해운대센텀지점 부산광역시 해운대구 센텀동로 9        |
| 대구여신전문출장소 대구광역시 수성구 달구벌대로 2280 |